# 「パッション」のためのシナリオ
『「パッション」のためのシナリオ』（仏語 Scénario du film 'Passion' 、「映画作品『パッション』のシナリオ」の意）は、1982年（昭和57年）製作、ジャン＝リュック・ゴダール監督のスイス・フランス合作によるドキュメンタリー映画である。

## 概要
本編企画のプレゼン用のラフデザインとして製作された『「勝手に逃げろ/人生」のシナリオ』（1979年） や『映画「こんにちは、マリア」のためのささやかな覚書』（1983年）とは異なり、1982年（昭和57年）に製作されたゴダールの映画『パッション』のメイキング的な要素をもち、シナリオの映像による解題である。
『パッション』本編のクレジットで、「ビデオ」としてジャン＝ベルナール・ムヌーがクレジットされているのは、本作のためである。『パッション』は、1967年の『ウイークエンド』以来15年ぶりで撮影監督にラウール・クタールを起用している。当時のゴダールは、フランシス・フォード・コッポラに接触しており、コッポラとゾエトロープ・スタジオはヴィットリオ・ストラーロをゴダールに推薦していた。
「いっぽうには労働の現実界が存在し、またいっぽうには愛の虚構の光景が存在する。あるいは、いっぽうには（ニュートラルなスタイルで強調された）ドキュメンタリー映画が存在し、またいっぽうには（虹色であり叙情的なスタイルで強調された）劇映画が存在する。」
« Il y a d'un côté le monde réel du travail et de l'autre le spectacle fictif de l'amour. Ou d'une part le documentaire (accentué par un style neutre) et de l'autre la fiction (accentuée par un style chatoyant et lyrique). »
—JLG、«Passion, introduction à un scénario», Alain Bergala, Godard par Godard, Éd. Cahiers du cinéma, 1998.
日本では、2003年（平成16年）に東北新社が発売したDVD『パッション』の特典映像として、カップリングされている。

## スタッフ・キャスト
- 監督・脚本・編集・ナレーション : ジャン＝リュック・ゴダール
- 撮影 : ジャン＝ベルナール・ムヌー、ピエール・バンジェリ
- 出演 : ジャン＝リュック・ゴダール、イザベル・ユペール、イェジー・ラジヴィオヴィッチ、ハンナ・シグラ
- 協力 : アンヌ＝マリー・ミエヴィル[3]
- 製作 : JLGフィルム、テレヴィジオン・スイス・ロマンド
- 版権管理 : ゴーモン[3]

## 関連事項
- ジャン＝リュック・ゴダール監督作品一覧
- メイキング （en:Making-of）

## 註
1. 1 2 3  Roberto Chiesi, Jean-Luc Godard, Roma : Gremese, ISBN 888440259X.
2. ↑  #外部リンク欄、ポンピドゥー・センターサイトのリンク先「Passion」（併映が本作である）の記述を参照。
3. 1 2  Jean-Luc Godard: Documents, éditeur : Centre Georges Pompidou, Paris, 2006.